# Edward Sauerhering
Edward Sauerhering (Mayville, 24 de junio de 1864 - Ibidem, 1 de marzo de 1924) fue un abogado y político estadounidense. Representó a Wisconsin en la Cámara de Representantes de los Estados Unidos.

## Biografía
Nacido en Mayville, Wisconsin el 24 de junio de 1864, Sauerhering asistió a las escuelas públicas. Se graduó de la Facultad de Farmacia de Chicago en 1885. Se dedicó al negocio de las drogas en Chicago, Illinois durante tres años. Regresó a Mayville, Wisconsin, y continuó en el mismo negocio.
Sauerhering fue elegido republicano en los congresos 54.º y 54.º (4 de marzo de 1895-3 de marzo de 1899). Fue el representante del 2.º distrito congresional de Wisconsin. No fue candidato a la re-nominación en 1898 al 56.º Congreso. Fue el superintendente de la comisión de obras públicas de Mayville desde 1909 hasta 1918. También se dedicó a la construcción de obras hidráulicas. Fue juez de paz entre 1912 y 1920. Murió en Mayville, Wisconsin, el 1 de marzo de 1924. Fue enterrado en el cementerio de Graceland.